# Lagoa de Jacarepaguá
Lagoa de Jacarepaguá är en lagun i Brasilien.   Den ligger i delstaten Rio de Janeiro, i den sydöstra delen av landet, 900 km sydost om huvudstaden Brasília. Lagoa de Jacarepaguá ligger 2 meter över havet. Arean är 3,8 kvadratkilometer. Den sträcker sig 2,3 kilometer i nord-sydlig riktning, och 4,8 kilometer i öst-västlig riktning.